# Statuia ecvestră a lui Mihai Viteazul din Alba Iulia

Statuia ecvestră a lui Mihai Viteazul

Statuia ecvestră a lui Mihai Viteazul din Alba Iulia, amplasată în fața palatului princiar din Cetatea Alba Carolina, cu o înălțime de 8,46 metri, din care soclul măsoară 2 metri, a fost realizată în bronz de sculptorul Oscar Han și inaugurată la 28 noiembrie 1968, cu ocazia aniversării semicentenarului Unirii Transilvaniei cu România.
La ceremonia de inaugurare au participat și secretarul general al PCR Nicolae Ceaușescu, prim-ministrul Gheorghe Maurer și șeful Departamentului de propagandă al Comitetului Central al PCR Ion Iliescu.
Statuia este înscrisă în Lista monumentelor istorice din județul Alba cu codul LMI  AB-III-m-B-00402.

## Istoria devenirii statuii

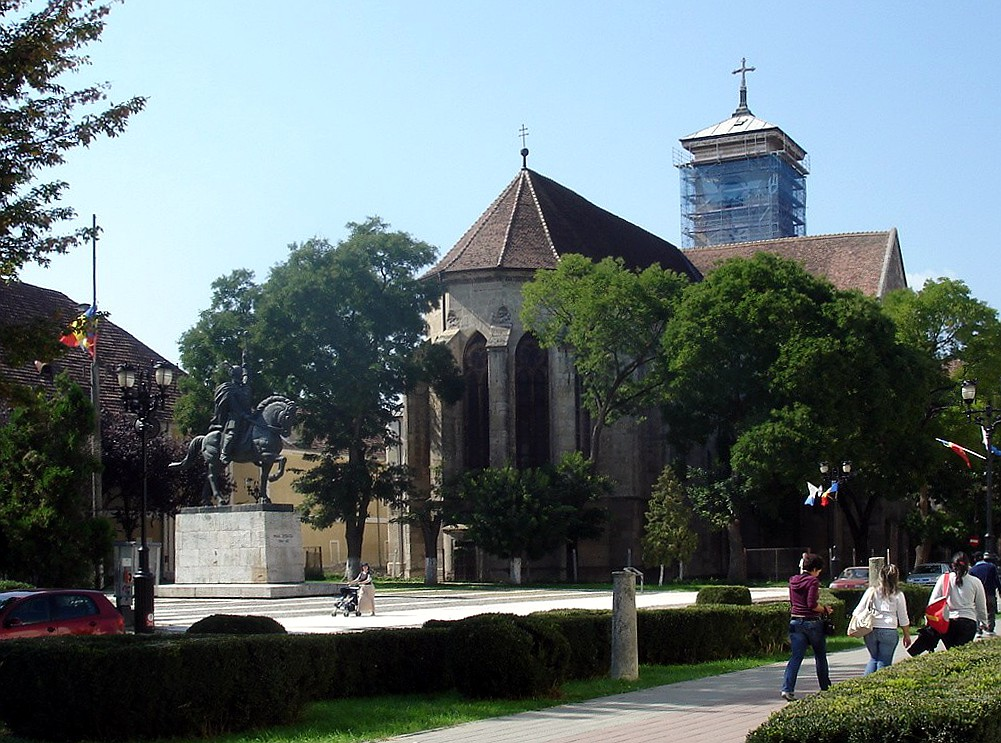
Statuia ecvestră a lui Mihai Viteazul - vedere de ansamblu

Generalul Ion Coman a relatat faptul că, inițial, intrase în competiție pentru Alba Iulia macheta statuii realizată de Marius Butunoiu, urmând ca aceasta să fie amplasată lângă Sala Unirii. S-a ridicat și obiecția că statuia este cam înaltă față de clădirile din zonă, deși acesta nu era un argument hotărâtor, care să o elimine. Însă, fără a ține seama de argumente, Nicolae Ceaușescu intervenit, și i-a dat câștig de cauză lui Oscar Han. Argumentul lui era, mai degrabă, de natură sentimentală și pornea de la ideea că Oscar Han, născut în 1891, ajunsese la o vârstă destul de înaintată și exista probabilitatea ca aceea să fie ultima lui lucrare reprezentativă. Astfel că în 1968, la Alba Iulia, în fața Palatului Princiar, cu ocazia semicentenarului unirii Transilvaniei cu România, nu a fost dezvelită statuia propusă de Marius Butunoiu, ci aceea realizată de sculptorul Oscar Han. Pentru că Butunoiu ajunsese într-un stadiu destul de avansat cu lucrarea, tot Ceaușescu a propus, în compensație, ca acest al doilea «Mihai Viteazul» să fie amplasat fie la Călugăreni, unde Sinan Pașa a fost trântit de pe cal, fie la Șelimbăr, de unde, mai apoi, Mihai Viteazul a pornit spre Alba Iulia. După ce s-a dezbătut mult această alternativă, până la urmă, Ceaușescu s-a hotărât să fie ridicată la Cluj, deoarece statuia aducea un plus de istorie românească acolo, cu speranța că Statuia lui Mihai Viteazu din Cluj-Napoca îl va neutraliza, în planul imaginii pe Matei Corvin, reprezentat în Ansamblul monumental Matia Corvin din Cluj.

## Completarea ansamblului

Mihai Viteazul primind omagiile celor trei țări române unite.

În 1975 sculptorul Horia Flămându a realizat un basorelief cu o lungime de 6,20 m și o lățime de 3 m, care a fost montat pe fațada clădirii din spatele statuii ecvestre a lui Mihai Viteazul din Alba Iulia (palatul princiar), când Alba Iulia a sărbătorit 2000 de ani de existență urbană și 375 de ani de la prima unire politică a țărilor române. Basorelieful îl prezintă pe domnitor primind omagiile celor trei țări române unite.